# Vendeuvre-sur-Barse
 Vendeuvre-sur-Barse  es una población y comuna francesa, en la región de Champaña-Ardenas, departamento de Aube, en el distrito de Bar-sur-Aube y cantón de Vendeuvre-sur-Barse.

## Demografía
| 1839 | 1821 | 2613 | 2940 | 2793 | 2623 |
| Para los censos de 1962 a 1999 la población legal corresponde a la población sin duplicidades (Fuente: INSEE [Consultar]) |      |      |      |      |      |

## Imágenes

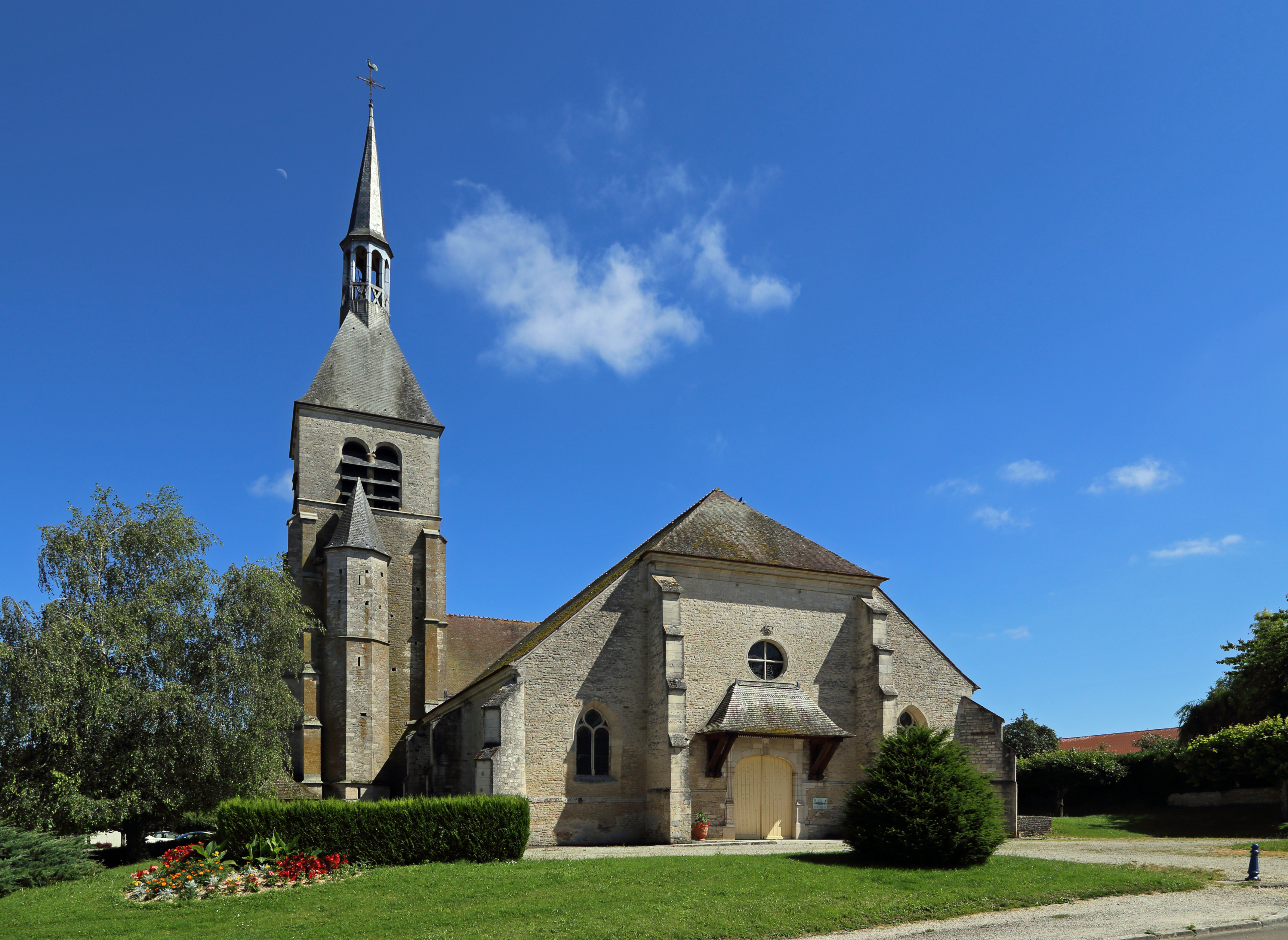
Iglesia San Pedro
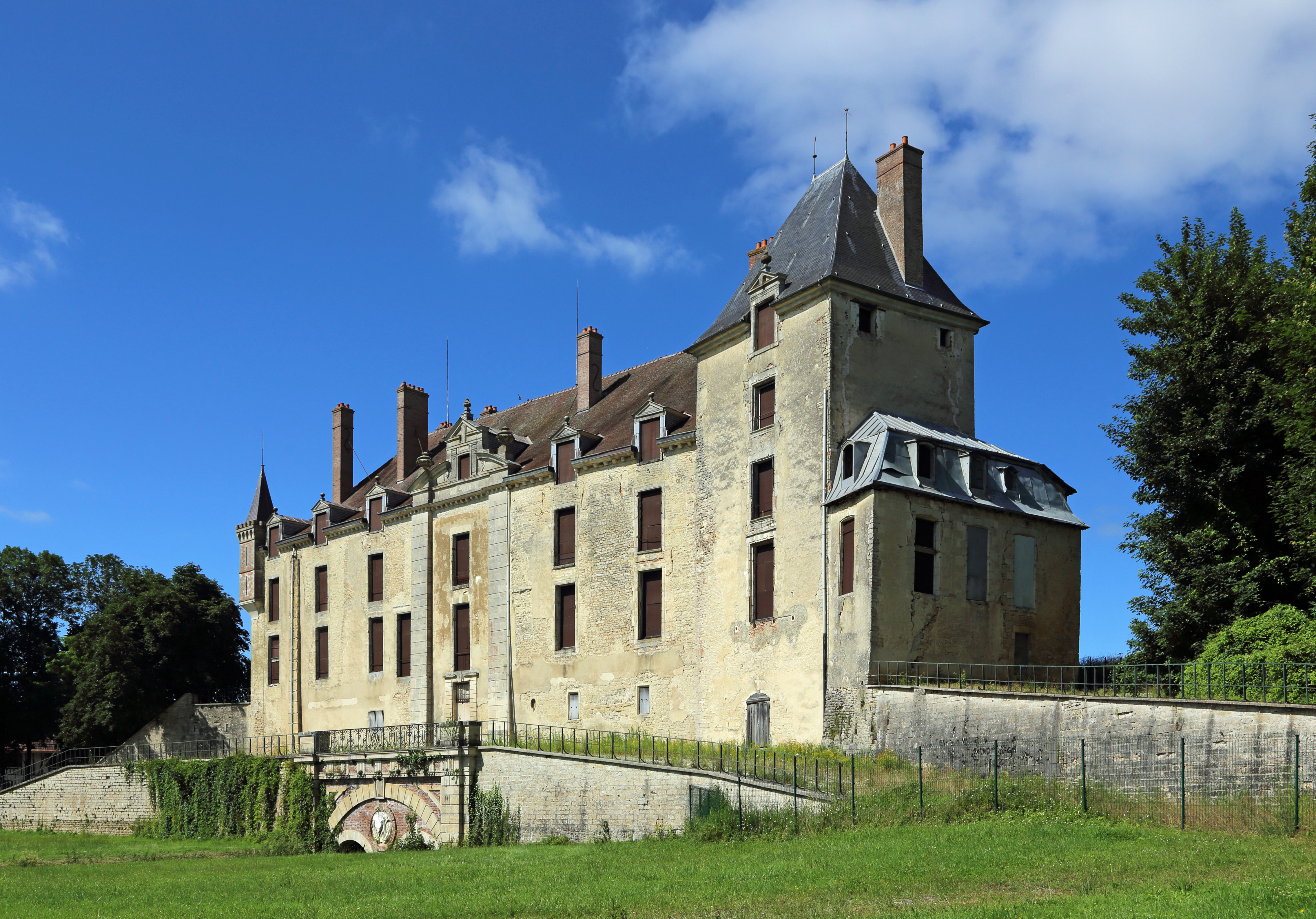
El castillo
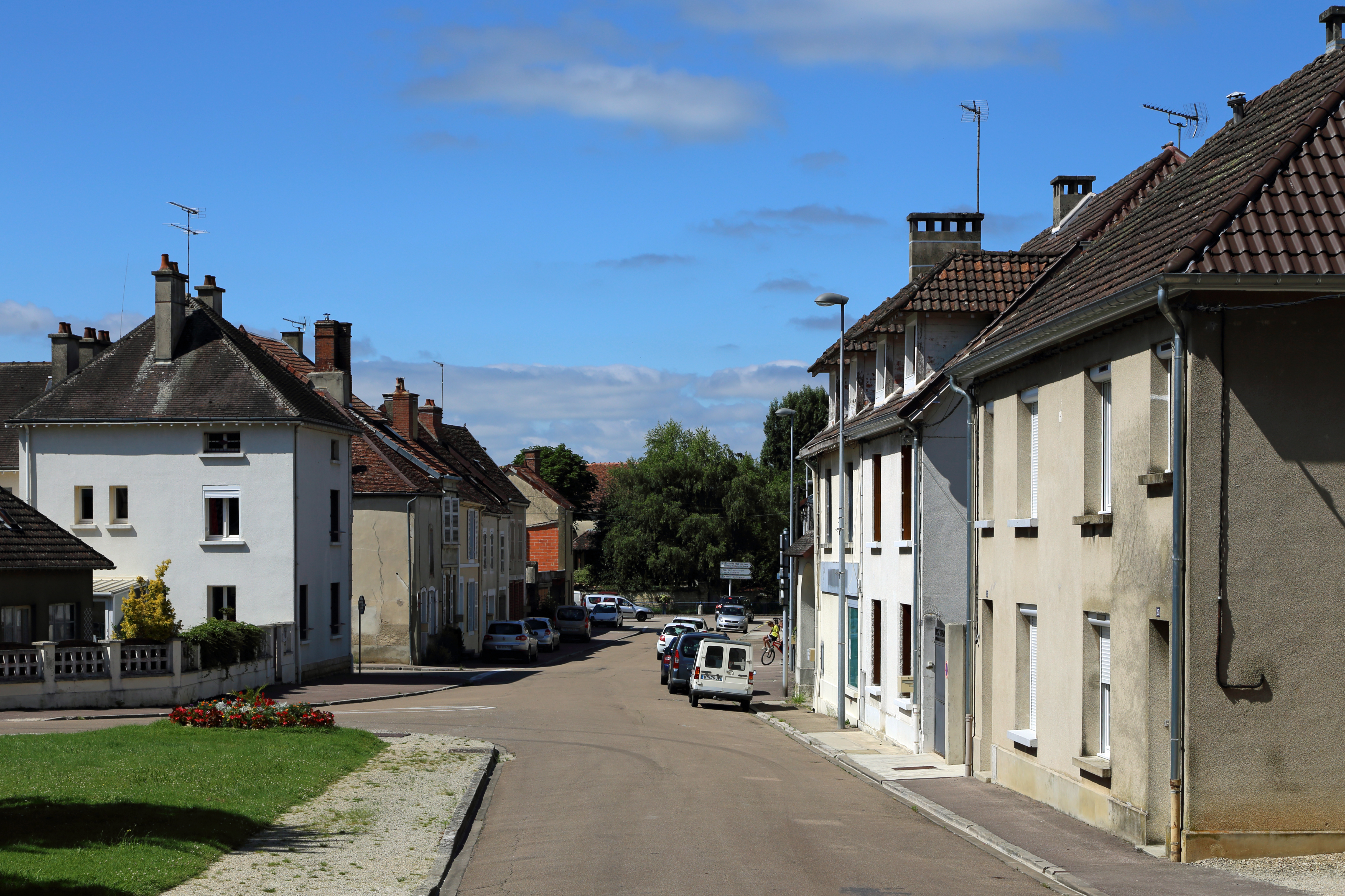
Calle en la población
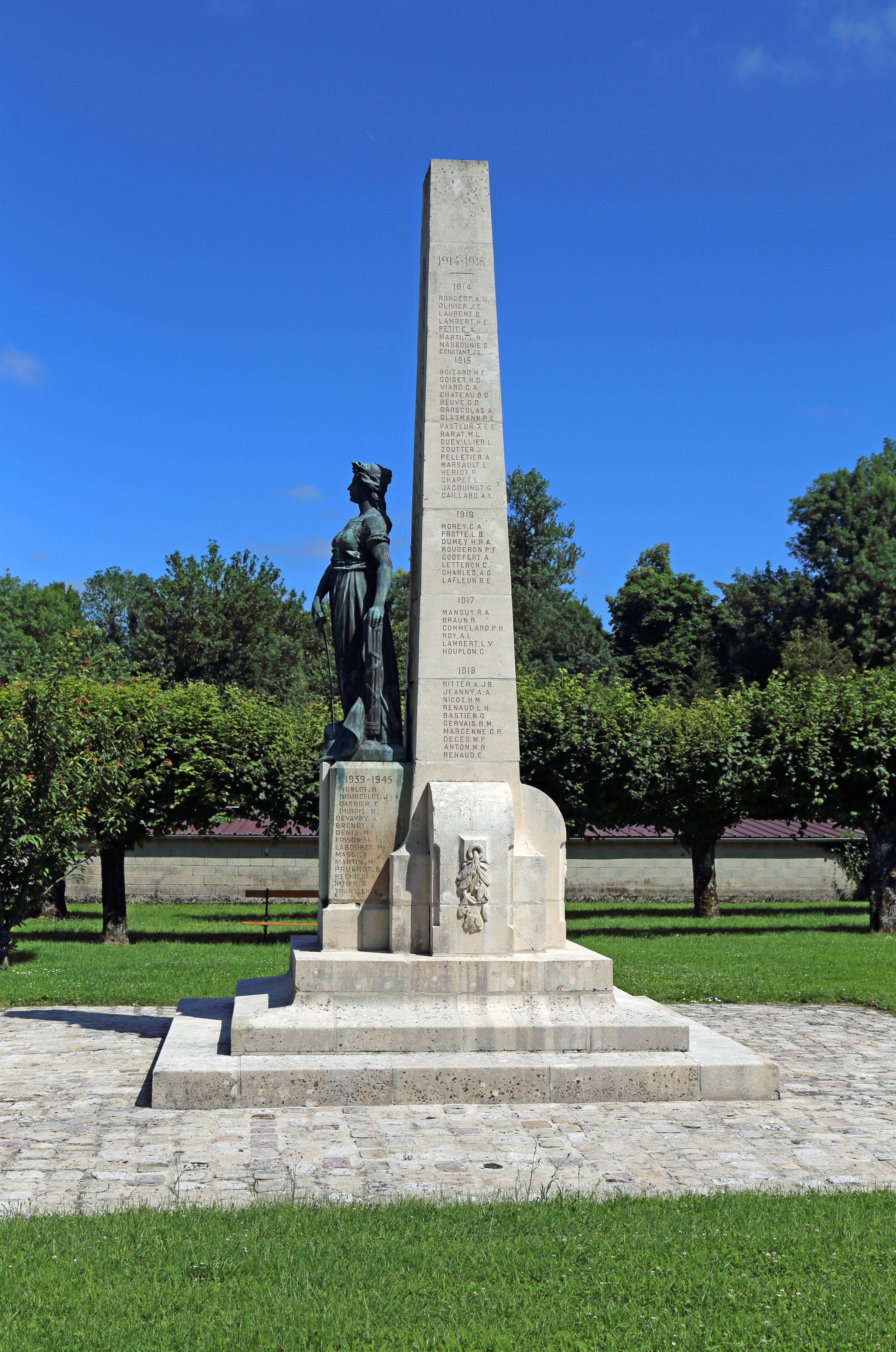
Monumento a los caídos